# Carole King
Carole King, ursprungligen Carol Joan Klein, född 9 februari 1942 i Brooklyn i New York, är en amerikansk singer-songwriter. King har varit aktiv sedan 1958, och har rönt stor framgång både som låtskrivare åt andra och som soloartist. Hon är den mest framgångsrika kvinnliga låtskrivaren under senare hälften av 1900-talet i USA efter att ha skrivit eller samskrivit 118 pophits på Billboard Hot 100 . King skrev också 61 hits som nådde topplistorna i Storbritannien, vilket gjorde henne till den mest framgångsrika kvinnliga låtskrivaren på brittiska singellistorna mellan 1952 och 2005.

## Biografi
King började som mycket ung skriva hits åt grupper som The Drifters och The Shirelles. I slutet av 1950-talet och början av 1960-talet arbetade hon som kontraktsförfattare på Aldon Music. Under en period spelade hon in demoinspelningar med Paul Simon under namnet The Cousines. Hennes första hitlåt som sångare var "It Might As Well Rain Until September" som blev en hitsingel i USA 1962, och i Storbritannien 1963. Hon var tillsammans med sin dåvarande make Gerry Goffin ett av 1960-talets mest framgångsrika låtskrivarpar. Kända grupper så som The Beatles, The Animals, Blood, Sweat and Tears, The Byrds och The Everly Brothers har spelat in deras låtar. De skrev även för soloartister varav Little Eva fick en jättehit med kompositionen "The Loco-Motion" 1962.
Under 1970-talet fick hon allt större betydelse som soloartist. Hennes genombrott kom 1971 med LP :n Tapestry, en listetta som totalt noterades för 313 veckor på Billboard 200-listan. Hon har sedan dess gett ut en rad skivor med en mjuk popstil, ofta med meningsfulla texter. Inga av dessa album nådde dock samma framgång som Tapestry vare sig försäljningsmässigt eller hos musikkritikerna. Bland några av de hitlåtar hon hade som soloartist under 1970-talet kan nämnas "It's Too Late" och "You've Got a Friend" (1971), "Sweet Seasons" (1972), "Believe in Humanity" (1973) och "Jazzman" (1974).
"Jazzman", som är en av hennes största hitlåtar, förekommer i ett avsnitt av TV-serien Simpsons, framförd av röstskådespelaren Yeardley Smith som gör rösten till Lisa Simpson.
Kings båda döttrar, Louise Goffin och Sherry Goffin, arbetar också inom musikindustrin som artister och som skivbolagsägare.

## Diskografi
Studioalbum
- 1970 – Writer
- 1971 – Tapestry
- 1972 – Music
- 1972 – Rhymes & Reasons
- 1973 – Fantasy
- 1974 – Wrap Around Joy
- 1975 – Thoroughbred
- 1977 – Simple Things
- 1978 – Welcome Home
- 1979 – Touch the Sky
- 1980 – Pearls: Songs of Goffin and King
- 1982 – One to One
- 1983 – Speeding Time
- 1989 – City Streets
- 1993 – Colour of Your Dreams
- 2001 – Love Makes the World
- 2011 – A Holiday Carole (A Christmas Carole i USA)

Soundtrack
- 1975 – Really Rosie

Livealbum
- 1994 – In Concert
- 1996 – The Carnegie Hall Concert: June 18, 1971
- 2005 – The Living Room Tour (2-CD)
- 2010 – Live at the Troubadour (med James Taylor)
- 2017 – Tapestry: Live in Hyde Park

Samlingsalbum
- 1978 – Her Greatest Hits: Songs of Long Ago
- 1994 – The Ode Collection (1968 - 1976) (2-CD med tidigare outgivet material)
- 1994 – Time Gone By
- 1998 – Goin' Back
- 2000 – Super Hits
- 2006 – Collections
- 2010 – The Essential Carole King
- 2012 – The Legendary Demos

Som medlem av et band
- 1968 – Now That Everything's Been Said (med musikgruppen The City)